# 伦理片
伦理片又叫伦理电影，是指以反映并探索伦理、人性、道德为主题的电影类型，着重于表现人伦关系、人伦之理，具有较强的世俗性、大众性。此类型的电影一般会围绕社会的道德规范进行探讨，不可避免地要涉及到道德评判及其价值标准，并反映出一定的道德观念和价值取向。争议性通常也会比较大。
伦理电影所探索的内容可以包括爱情、婚姻、家庭、宗教、代沟、社会问题等等，所以伦理电影有着比起其他片种更为广阔的领域、更模糊的边界。伦理电影视其情节而定，会依照电影分级制度而设定观众年龄的限定。

## 例子
- 《囍宴》
- 《推手》
- 《菊豆》
- 《索多玛120天》